# Дон-Элизеу

Дон-Элизеу на карте штата.

Дон-Элизеу (порт. Dom Eliseu) — муниципалитет в Бразилии, входит в штат Пара. Составная часть мезорегиона Юго-восток штата Пара. Входит в экономико-статистический микрорегион Парагоминас. Население составляет 51 319 человек на 2010 год. Занимает площадь 5268,815 км². Плотность населения — 9,74 чел./км².

## История
Город основан 10 мая 1988 года.

## Демография
Согласно сведениям, собранным в ходе переписи 2010 г. Национальным институтом географии и статистики (IBGE), население муниципалитета составляет:
| Полное население                               | Полное население                               | Полное население                               | Полное население                               | 51 319 |
| ---------------------------------------------- | ---------------------------------------------- | ---------------------------------------------- | ---------------------------------------------- | ------ |
| в том числе:                                   | Городское население                            | 32 516                                         | Процент городского населения, %                | 63,36  |
|                                                | Сельское население                             | 18 803                                         | Процент сельского населения, %                 | 36,64  |
|                                                | Мужское население                              | 26 624                                         | Процент мужского населения, %                  | 51,88  |
|                                                | Женское население                              | 24 695                                         | Процент женского населения, %                  | 48,12  |
| Плотность населения, чел/км²                   | Плотность населения, чел/км²                   | Плотность населения, чел/км²                   | Плотность населения, чел/км²                   | 9,74   |
| Население муниципалитета в % к населению штата | Население муниципалитета в % к населению штата | Население муниципалитета в % к населению штата | Население муниципалитета в % к населению штата | 0,68   |

По данным оценки 2015 года, население муниципалитета составляет 56 398 жителей.

## Статистика
- Валовой внутренний продукт на 2003 год составляет 233 884 175,00 реалов (данные: Бразильский институт географии и статистики).
- Валовой внутренний продукт на душу населения на 2003 год составляет 5129,26 реалов (данные: Бразильский институт географии и статистики).
- Индекс развития человеческого потенциала на 2000 год составляет 0,665 (данные: Программа развития ООН).

## Важнейшие населенные пункты
| № | Населённый пункт | Населённый пункт (порт.) | Категория | Население чел. (2010) | На карте                       |
| - | ---------------- | ------------------------ | --------- | --------------------- | ------------------------------ |
| 1 | Дон-Элизеу       | Dom Eliseu               | город     | 32 516                | 4°17′40″ ю. ш. 47°33′12″ з. д. |
| 2 | Итинга-ду-Пара   | Itingá do Pará           | поселок   | 6742                  | 4°26′11″ ю. ш. 47°32′18″ з. д. |
| 3 | Лигасан-ду-Пара  | Ligação do Pará          | поселок   | 1646                  | 4°07′00″ ю. ш. 47°32′52″ з. д. |
| 4 | Назаре           | Nazaré                   | поселок   | 168                   | 3°57′11″ ю. ш. 48°01′42″ з. д. |